# Alloise
Alla Moskovka (ukrainien : Алла Євгенівна Московка), connue sous le nom de scène Alloise, est une chanteuse et actrice ukrainienne, née à Poltava le 19 octobre 1984.
En 2011 elle tournait dans Premia Muzz (Премия Муз) avec Ivan Okhlobystine.
En 2004 elle faisait partie du groupe Tomato Jaws puis de Gorchitza de 2007 à 2012, ; elle passe ensuite à une carrière solo.

## Gorchitza
Elle est au chant.
- Highlights (2008) - album
- Highlights RMXS (2008) — remix album
- It's You (2011) —  album

## Albums

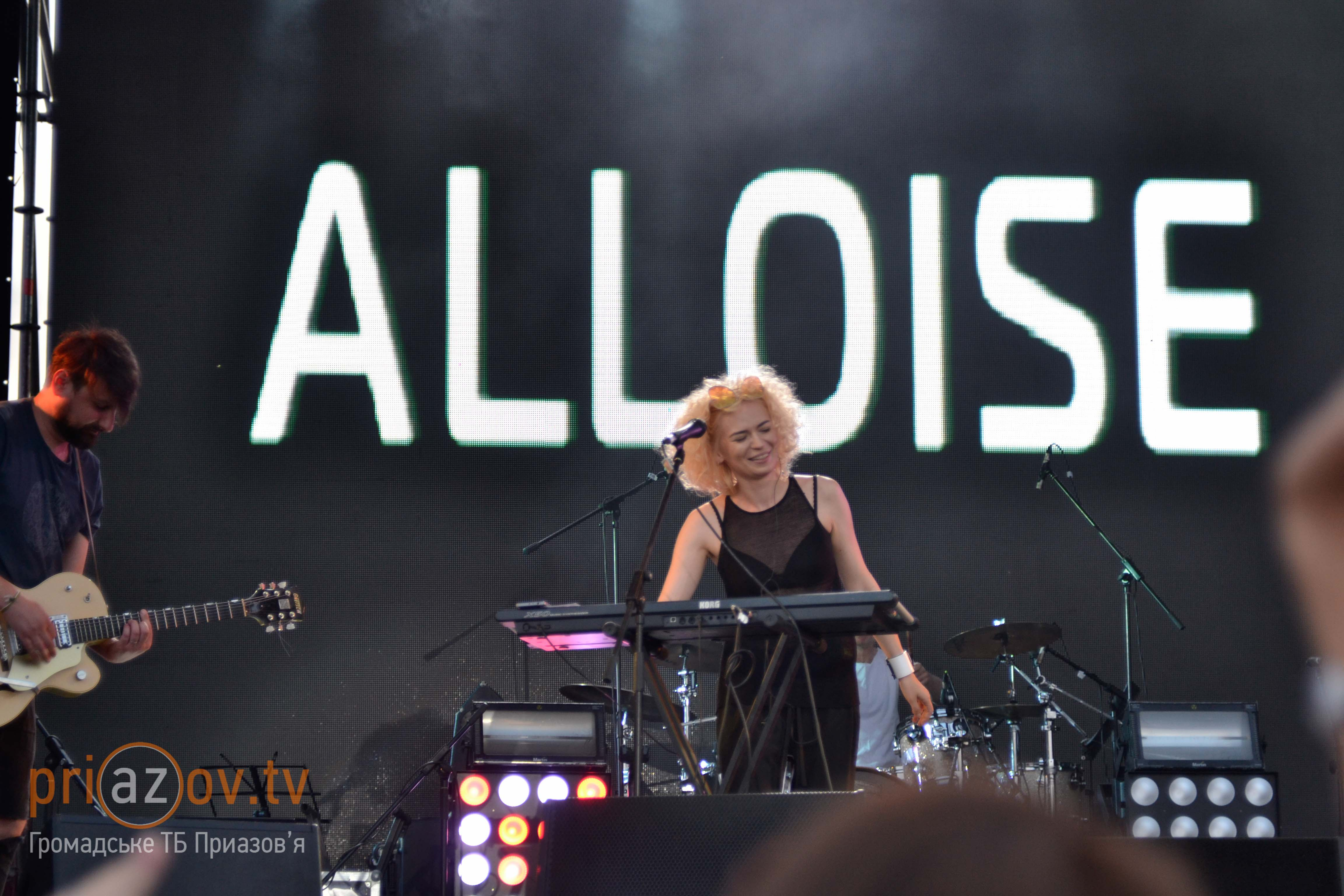
En 2017 à Marioupol.

- 2013 : révolu
- 2016 : Épisodes
- 2020 : EP Nerf nu